# Seiltänzertraum
Seiltänzertraum ist ein 1993 bei Intercord erschienenes Musikalbum der Gruppe Pur. Mit über 1,5 Millionen Exemplaren gehört dieses siebte Studioalbum der Gruppe zu den meistverkauften Musikalben in Deutschland.

## Entstehung und Veröffentlichung
Seiltänzertraum wurde in Leonberg, Bonn-Beuel, Bietigheim-Bissingen und Nashville aufgenommen und gemischt. Als Produzent fungierte Dieter Falk.
Bereits vor Veröffentlichung des Albums war die Single Hör gut zu ausgekoppelt worden, die im Juli 1993 bis auf Platz 27 der deutschen Single-Charts gelangte. Die Stuttgarter Zeitung konstatierte, dass der Song ein Hit sei und „mit seinen raffiniert eingewobenen Gesangsharmonien und Gitarrenlinien so schnell nicht aus dem Ohr geht.“ Das Album Seiltänzertraum erschien schließlich am 1. August 1993. Obwohl es sich nur auf Platz 2 der Albumcharts platzieren konnte, gehört es zu den erfolgreichsten Alben der Band: Es verblieb 128 Wochen in den Charts; die erste Notierung erfolgte am 30. August 1993, die letzte am 5. Februar 1996. Bereits nach drei Monaten waren 600.000 Einheiten verkauft worden. Im Dezember 1994 wurde das Album für mehr als 1,2 Millionen verkaufte Einheiten mit Doppelplatin ausgezeichnet.
Im Anschluss an die Veröffentlichung ging Pur auf Seiltänzertraum-Tour, auf der sich Hartmut Engler Ende September 1993 den Arm brach. Ein Konzert musste verschoben werden, die Tour wurde jedoch planmäßig fortgesetzt. Sie endete im Juli 1994 in Purs Heimatstadt Bietigheim-Bissingen; die Gruppe hatte im Rahmen der Tour 120 Konzerte vor mehr als einer Million Zuschauer gegeben. Bereits im April 1994 war das Video zur Tour, Seiltänzertraum-Tour 1993/94, erschienen.

## Titelliste
| Nr. | Titel                                                          | Autor(en)                                              | Produzent(en) | Länge |
| --- | -------------------------------------------------------------- | ------------------------------------------------------ | ------------- | ----- |
| 1   | Hör gut zu                                                     | Hartmut Engler, Ingo Reidl                             | Dieter Falk   | 4:20  |
| 2   | Seiltänzertraum                                                | Hartmut Engler, Ingo Reidl                             | Dieter Falk   | 6:08  |
| 3   | Indianer                                                       | Hartmut Engler, Ingo Reidl                             | Dieter Falk   | 3:57  |
| 4   | Neue Brücken                                                   | Hartmut Engler, Ingo Reidl                             | Dieter Falk   | 4:23  |
| 5   | Hey du                                                         | Hartmut Engler, Ingo Reidl, Martin Ansel               | Dieter Falk   | 3:55  |
| 6   | Heimlich                                                       | Hartmut Engler, Ingo Reidl                             | Dieter Falk   | 4:38  |
| 7   | Noch ein Leben                                                 | Hartmut Engler, Ingo Reidl                             | Dieter Falk   | 5:12  |
| 8   | Sie sieht die Sonne                                            | Hartmut Engler, Ingo Reidl                             | Dieter Falk   | 4:22  |
| 9   | Nie genug                                                      | Hartmut Engler, Ingo Reidl                             | Dieter Falk   | 5:43  |
| 10  | Der Mann am Fenster                                            | Hartmut Engler, Ingo Reidl, Martin Ansel, Reinhard Mey | Dieter Falk   | 4:23  |
| 11  | Alles wird gut                                                 | Hartmut Engler, Ingo Reidl                             | Dieter Falk   | 3:54  |
| 12  | In dich                                                        | Hartmut Engler, Ingo Reidl                             | Dieter Falk   | 4:06  |
| 13  | Kowalski IV                                                    | Hartmut Engler, Ingo Reidl                             | Dieter Falk   | 0:40  |
|     | 2002 Digitally Remastered Re-Release von EMI / Universal Music |                                                        |               |       |
| 14  | Neue Brücken (live)                                            | Hartmut Engler, Ingo Reidl                             | Dieter Falk   | 5:03  |
| 15  | Seiltänzertraum (live)                                         | Hartmut Engler, Ingo Reidl                             | Dieter Falk   | 7:22  |
| 16  | Indianer (live)                                                | Hartmut Engler, Ingo Reidl                             | Dieter Falk   | 4:58  |
| 17  | Audio-Kommentar Seiltänzertraum                                |                                                        |               | 5:36  |

## Rezeption
Die Stuttgarter Zeitung schrieb, dass Pur auf Seiltänzertraum „musikalisch härter geworden [sind], gitarrenbetonter und rockiger“. Vor allem Hartmut Engler präge Pur. „Der Schliff des deutschen Christ-Pop-Wegbereiters Dieter Falk, der das letzte Album [Seiltänzertraum] produzierte, ist unüberhörbar“, schrieben die Nürnberger Nachrichten und ordnete Pur als „Bindeglied zwischen Reinhard Fendrich und Herbert Grönemeyer“ ein.

## Kommerzieller Erfolg

### Chartplatzierungen
| ChartsChartplatzierungen | Höchstplatzierung | Wochen |
| ------------------------ | ----------------- | ------ |
| Deutschland (GfK)        | 2 (128 Wo.)       | 128    |
| Österreich (Ö3)          | 33 (1 Wo.)        | 1      |

| ChartsJahrescharts (1993) | Platzierung |
| ------------------------- | ----------- |
| Deutschland (GfK)         | 17          |

| ChartsJahrescharts (1994) | Platzierung |
| ------------------------- | ----------- |
| Deutschland (GfK)         | 10          |

| ChartsJahrescharts (1995) | Platzierung |
| ------------------------- | ----------- |
| Deutschland (GfK)         | 20          |

### Auszeichnungen für Musikverkäufe
Seiltänzertraum verkaufte sich bis 1996 über 1,5 Millionen Mal und erreichte in Deutschland 3-fach-Platin.
| Land/Region        | Auszeichnungen für Musikverkäufe (Land/Region, Auszeichnung, Verkäufe) | Verkäufe  |
| ------------------ | ---------------------------------------------------------------------- | --------- |
| Deutschland (BVMI) | 3× Platin                                                              | 1.500.000 |
| Insgesamt          | 3× Platin ·                                                            | 1.500.000 |